# SAI Quiet Supersonic Transport
« QSST » redirige ici. Pour le Lockheed, voir Lockheed Martin X-59 QueSST.
Le SAI Quiet Supersonic Transport (QSST) était un projet mené par la société Supersonic Aerospace International (SAI) visant à développer un avion d'affaires supersonique commercial « pratiquement sans bang supersonique ». Le projet a été annoncé vers l’an 2000, avec des mises à jour régulières jusqu’en 2010. Après trois années sans nouvelles, une dernière mise à jour a été publiée en 2013.
En 2023, aucune autre annonce n’a été faite et le projet semble avoir été abandonné. Il a depuis été fusionné avec le projet X-59 Quesst de la NASA, développé en partenariat avec Lockheed Martin.

## Conception et développement
Le Skunk Works de Lockheed Martin a commencé à développer le QSST en mai 2001 dans le cadre d’un contrat de 25 millions de dollars signé avec la société SAI,.
L’appareil, équipé de deux moteurs et doté d’une aile en mouette, était conçu pour voler à une altitude de 60 000 pieds (environ 18 288 mètres), à une vitesse comprise entre Mach 1,6 et Mach 1,8 (soit environ 1 960 à 2 200 km/h), avec une autonomie de 4 600 miles terrestres (environ 7 400 km). Il devait générer un bang sonique ne représentant que 1 % de celui produit par le Concorde.
SAI avait sollicité des propositions de motorisation auprès de General Electric, Pratt & Whitney et Rolls-Royce. Chacun des deux moteurs du QSST devait fournir une poussée de 33 000 livres (environ 14 968 kg), comparable à celle des moteurs d’avions de ligne de taille moyenne. Le prix unitaire de l’avion était estimé à environ 80 millions de dollars.
SAI prévoyait de sélectionner un moteur une fois qu’un consortium international de fabrication serait constitué, avec un premier vol prévu en 2017 et des livraisons clients à partir de 2018.
La réduction de l’intensité du bang sonique devait être obtenue en augmentant le rapport longueur/envergure, en utilisant des plans canards et en concevant la structure de manière à ce que les différentes ondes de pression générées par les composants de l’appareil se renforcent moins mutuellement. Cela devait produire un simple grondement perceptible au sol, au lieu d’un bang sonique désagréable comme sur les avions supersoniques classiques.

## Supersonic Aerospace International
Supersonic Aerospace International (SAI) était une entreprise aérospatiale américaine. Elle a été fondée en 2001 par Michael Paulson, fils d’Allen Paulson, le fondateur de Gulfstream Aerospace. La société travaillait au développement du QSST, bien qu’aucune nouvelle du projet n’ait été publiée depuis que le site web de l’entreprise est devenu inactif en 2010.